# ランドストーカー 〜皇帝の財宝〜
『ランドストーカー 〜皇帝の財宝〜』（ランドストーカー こうていのざいほう　英題：Landstalker）は、1992年にクライマックスが制作し、セガが発売したメガドライブ用アクションロールプレイングゲームである。日本以外にも、幾つかの地域用にリリースされた。

## 概要
『ランドストーカー』という言葉には、「大地を歩き回る者」という意味が込められている。DDS520と呼ばれるクォータービューの擬似3Dグラフィックスが、本作品の特徴的なシステムである。ゲーム内容は、主人公のエルフであるライルを操作し、彼に同行するサッキュバス族のフライデーともに、物語の舞台であるメルカトル島に隠されているというノール王の財宝を探し出すことを目的としている。
2007年9月25日からWii用ソフトとしてバーチャルコンソール (VC) にて配信が開始されたが、2019年1月31日をもってVCサービス自体が終了した。しかし同年9月19日、セガが世界同時発売する復刻系ゲーム機・メガドライブ ミニにプリインストールされる42作品の一つとして収録された。また、日本国外では2011年にWindows用ソフトとして、2018年にMacintoshおよびLinux用ソフトとしてそれぞれSteamにて配信された。
メガドライブ版は、ゲーム誌『ファミコン通信』の「クロスレビュー」にてゴールド殿堂入りを獲得した。
本作のシステムを受け継いだ作品として、スーパーファミコン用ソフト『レディストーカー 〜過去からの挑戦〜』（1995年）やニンテンドーDS用ソフト『スティールプリンセス〜盗賊皇女〜』（2008年）が存在する。また、本作品のキャラクターであるライルとフライデーは、ドリームキャスト用『クライマックスランダーズ』（1999年）にも登場する。

## システム

### ゲームフィールドと移動
本作品の特徴的な疑似3Dグラフィックスとして、DDS520がある。正式名称は「ダイヤモンドシェイプド・ディメンジョン・システム520」である。メインプログラマーであり、クライマックス代表でもある内藤寛により考案された。
名称は、ひし形を基準に表現された立体表現で、なおかつ扱えるマップの総数が520個までということから由来している。命名された後にもバージョンアップは繰り返され、最終的には850まで向上した。ちなみに製品のマップ総数は680ほどである。
このシステムにより、高低差のあるダイナミックな地形が実現した。また、壁などで隠れて見えない部分にアイテムが隠されているなど、視点が固定されていることがゲームに生かされている部分もある。さらに特筆すべき点として、作品中に出てくるフィールド・街・建造物・ダンジョンなど、全てのマップは立体的に整合性を持って接続していることが挙げられる。

### 戦闘
戦闘方式は従来のアクションロールプレイングゲームを踏襲しており、ゲームフィールド上を敵キャラクターが徘徊している。プレイヤーキャラクターのライルは、歩行の他、ジャンプができる。プレイヤーはライルを操作しながら、ゲームフィールドを散策し、敵キャラクターと戦ったり、パズルや地形を活かしたギミックなどを解きながらゲームを進めていく。敵キャラクターを倒すと、お金やアイテムを落とすことがある。

## 舞台設定

### 物語の舞台
物語の舞台は、メルカトル島と呼ばれる三日月状の島である。大陸の東に位置しており、大陸のガムール国から派遣された貴族・メルカトル公爵が島を統治している。かつて大陸間で戦争が行われていた時代には、最前基地として軍事的に重要な島であり、その時代に建造された要塞や迷宮が、現在も数多く残されているという設定である。
また、ノール王の時代に、ノール王が莫大な財宝をこの島に隠したという伝説が残されており、ノール王の財宝は、トレジャーハンターの間では伝説の財宝として知られている。ノール王が崇拝していた破壊神ゴラの石版には、5つのジュエルを集めればノール王の財宝が手に入ると古代文字で書かれている。5つのジュエルはそれぞれマサンの村・リュマの町・デステルの村・湖の神殿などにある。
大陸からは1か月に一度、船が出航する。住人は人間のほかに、マサン族やグミ族のような獣人・サッキュバス・ノームやドワーフなど、様々な種族が暮らしている。島中はモンスターが徘徊しており、大陸では高値で取引されている。また、メルカトル島の名産品に、「エケエケの実」という赤い実がある。エケノールビタミンという成分を含有しており、フライデーの好物である。

### メルカトル島内の地名
マサンの村
メルカトル島に辿り着いたライルが最初に訪れる村。マサン族と呼ばれるクマのような獣人が住んでおり、隣村のグミ族とは対立している。村の中央には石像が設置されており、犬や鶏が放し飼いにされている。仙台弁で会話をする者がいる。
グミの村
マサン族と色違いの外見をしたグミ族が住む村。昔はマサン族と友好関係にあったが、現在は対立している。邪神を崇拝している。仙台弁で会話をする者がいる。
リュマの町
海に面した町。岬の洞窟に住み着いた盗賊団に悩まされている。
メルカトルの町
メルカトル島の中心地。城壁で囲まれており、通行証を所持していない者は町内に進入できない。町内には島で捕獲したモンスターを保管する檻や、ピンクパレスという怪しい会員制の店・カジノ・ホーリーの道場・地下墓地など、様々な建物が存在する。町の北には島を統治するメルカトル公爵の城があり、多数の兵士や使用人が出仕している。町の南にはメルカトル港がある。
トゥィンクル村
フライデーの故郷。洞窟の中にサッキュバス族が生活している。
グリンメイズの森
メルカトル城の北に広がる森。森に住むノームの悪戯で、森の中の道が非常に複雑になっている。道は地上と地下に繋がっている。
バーラの町
メルカトルの町の西にある町。山の向こうにあり、トンネルがまだ開通していないため、町へはメルカトル港から船で回り込んで行く。西にバーラ鉱山があり、デステルの村へ繋がっている。住人のほとんどがメルカトル公爵に鉱山へ連行され、町には病気の老人と司祭しか残っていない。時折、デステルの村長が魚を求めてこの町を訪れる。
デステルの村
ダール鉱山の西にあるドワーフ達が住む村。村の住人は花卉栽培をしながら平和に暮らしている。村の地下に、古代から存在する洞窟がある。洞窟は湖の中央にある神殿へ繋がっている。
山岳地帯
メルカトル城の北西にある。ノール王の財宝が眠る地下王国への道が存在すると言われている。
地下王国
メルカトル島の地下に存在する国。数百年の時を生きる住人がひっそりと暮らしている。彼らはノール王から永遠の命を与えられた代償として、財宝を保管する地下宮殿の建造に従事した。財宝が眠る地下宮殿へ辿り着くためには、ノール王が自ら設計した地下大迷宮を超えなければならない。地下大迷宮には、ノール王に雇われた地獄の門番と呼ばれる3匹のモンスターがおり、ノール王の財宝を守っている。

## あらすじ
トレジャーハンターのライルは、カルバの港町で手に入れたジプタの秘宝を換金する取引の最中に、カーラ・グース・ズワムの3人組に追われて飛んできたサッキュバスのフライデーから助けを求められる。フライデーから、ノール王の財宝の在処を知っていることが原因で追われていると聞かされたライルは、彼女を助け、財宝のありかを聞き出した。
財宝がフライデーの故郷・メルカトル島に隠されていると知ったライルは、すぐにフライデーを連れてメルカトル島へ旅立つが、ノール王の財宝を目指す内に、島を統治するメルカトル公爵の野望に巻き込まれることになる。

## 登場人物

### 主要人物
ライル
本作品の主人公。フォレストエルフ族の青年。88歳。メープル国出身。トレジャーハンターで生計を立てている。ジプタ遺跡を荒らした罪で賞金を懸けられている。フライデーからノール王の財宝のことを聞き、メルカトル島へ向かう。剣を武器にしている。北米版での名前は「Nigel」となっている。
フライデー
数少ないサッキュバス族の少女。エケエケの実が好物。古代文字を読むことができる。ライルの体力を回復するなどのサポートを行う。
カーラ / グース / ズワム
トレジャーハンター3人組。カーラは鞭を所持した金髪の女性で、3人組のリーダー格である。本名はカーラ・コズワルスキー。グースは河童のような姿をしており、ズワムは鉄球に頭と両腕が生えたような姿をしている。ノール王の財宝を狙い、何度もライルとフライデーの前に現れ、彼らの邪魔をしようとする。
メルカトル公爵
大陸の強国ガムールから送り込まれた貴族の男性。メルカトル島の支配者であり、ガムールでは1・2位を争う剣術の使い手でもある。メルカトル島住人の評判は高いが、実際はかなりの野心家であり、住民に重税をかけ、その原因を実兄の魔道士ミルに転嫁していた。大陸制覇を狙い、闇の騎士団を率いてノール王の財宝を探索する。ガムールエビフライとメープル産ホタテの生造りが好物。
ロリア
メープル国シュレル領主の姫。本名はロリア・ド・ウィシカ。メルカトル島の作曲家・チェロスの元へ音楽の勉強をするためにメルカトル島へ留学に来ていたが、地下王国への道を開く歌を知っていたために、メルカトル公爵に誘拐され、塔に監禁された。自分の存在を気づいてもらうために、救難信号として塔から色々な物を落としていた。ライルのことを「おにいさま」と呼び、自分を助けにきたライルを王子様やナイトと思っている。ライルに救出された際、子供のように大はしゃぎしたことから、嫉妬したフライデーとの間で喧嘩になる。
ゼッド
ドラゴニュート族の賞金稼ぎ。ライルを賞金首として知っている。食事は生肉しか食べない。ミル討伐のためにメルカトル島を訪れ、メルカトル公爵の本性を知った上でビジネスとして公爵と手を組むが、卑怯な手を使う公爵を軽蔑している。ライルの実力を軽視していたが、後に好敵手として認めるようになる。斧を武器にしており、背中に生えた翼で空を飛べる。
ミル
メルカトルの町の南に住む魔道士。メルカトル公爵を恐喝し、町の財産を強奪していると言われているが、実はメルカトル公爵の実兄であり、住民に重税を課しているメルカトル公爵を何度も窘めているため、公爵からは疎まれていた。疑いもせずミルを討伐にきたライルを呆れながらも純粋であると評し、公爵の野望を食い止めるため、ライルに協力する。
ノール王
大昔、メルカトル島に莫大な財宝を隠したと言われている。破壊神・ゴラを崇拝していた。

### その他
ファラ
マサン族の少女。滝から落ちて倒れていたライルを発見した。グミ族に拉致され、儀式の生贄として沼地の神殿へ連れて行かれる。
クンタ
マサン族の少年。グミ族に橋を破壊されて憤る。ファラが沼地の神殿へ連れて行かれたことをライルに伝える。
モリオ
泥棒。浅黒い肌に口髭を生やし、長髪を後ろで結っている。旅の先々で出会う。
アスラル
ほこらの滝に住む老人。マサン族の人々からは「滝つぼ老人」と呼ばれている。
チェロス
メルカトルの町に住む音楽家の男性。人間国宝であり、大陸から彼の演奏を聴きにくる者もいる。ロリア姫を慕っており、晩餐会で新曲・ロリア姫に捧ぐバラードを演奏する。演奏後、ロリア姫が行方不明になっていることや、メルカトル公爵の関与をほのめかすような憶測を突然叫んだため、錯乱したとして会場からつまみ出された。
ドンメル
メルカトル城に勤める将軍。赤いプレートアーマーを装着している。ミルの塔に張られた結界を解除する方法を調査しているが、時々人目を忍んで城を抜け出し、ピンクパレスに出入りしている。ライルをメルカトル城へ招待するよう取り計らう。
バーボ
ガムール国の優秀な剣士。プレートアーマーを装着している。ミル討伐のためにライル・ゼッドと共にメルカトル公爵に招待され、メルカトル島を訪れる。ライルに先んじて地下墓地の9号室までたどり着くが、飛んできた火の玉が直撃して焼死した。
モラリス
メープル国の教育大臣。ロリアの付き人としてメルカトル島を訪れるが、ロリアと共にメルカトル公爵に捕われ、地下牢に幽閉されている。ライルの前で我が儘を言うロリアを叱る。
ダークエルフ
ライルに瓜二つである邪悪なエルフ。ニンニクが嫌い。ミルの塔で用心棒をしていたが、ニンニクを持っていたライルに敗北する。その後、地下大迷宮にてノール王の財宝を守る門番となり、物語の終盤でニンニク嫌いを克服して再びライルと対峙する。ライルに二度目の敗北を喫した後、自分にはフライデーがいないから負けたのかとつぶやき、消滅した。
ファイアーエレメント
ノール王の財宝を守る番人。全身が炎に包まれている。
ボルボム
ファイアーエレメント、ダークエルフと共に地下大迷宮でノール王の財宝を守る地獄の番人の一人。背中と腕に鎧を背負い、両腕の手甲に長い鉤爪が備える。アルマジロのように丸まり、鉄球のような状態で転がって攻撃する。

## 音楽
サウンドトラック
- ランドストーカー 〜皇帝の財宝〜 非売品シングルCD（予約購入特典）
セガ 1992年10月30日 MCDS-1
- ランドストーカー 〜皇帝の財宝〜
ビクター音楽産業株式会社 1992年12月16日発売 VICL-5179

## 移植版
| No. | タイトル                                     | 発売日                                           | 対応機種                                           | 開発元          | 発売元       | メディア | 型式                                                                           | 備考                                                 |
| --- | -------------------------------------------- | ------------------------------------------------ | -------------------------------------------------- | --------------- | ------------ | --- | ------------------------------------------------------------------------------ | ---------------------------------------------------- |
| 1   | ランドストーカー                             | 2007年9月3日 2007年9月25日 2007年10月5日         | Wii                                                | クライマックス  | セガ         | ダウンロード （バーチャルコンソール）                                                                                    | -                                                                              | 2019年1月31日 配信・販売終了。                       |
| 2   | Landstalker                                  | 2011年1月26日                                    | Windows                                            | クライマックス  | セガ         | ダウンロード (Steam) | -                                                                              |                                                      |
| 3   | Sega Genesis Classics                        | 2018年5月29日 Switch 2018年12月7日 2018年12月6日 | Linux macOS PlayStation 4 Xbox One Nintendo Switch | d3t セガ        | セガ         | ダウンロード (Steam、PlayStation Store、 Microsoft Store、 ニンテンドーeショップ) BD-ROM Nintendo Switch専用ゲームカード | PS4: CUSA-10828 CUSA-09771 XBO: INL-SE10663080 Switch: HAC-P-AQGKB HAC-P-AQGKA |                                                      |
| 6   | ランドストーカー 〜皇帝の財宝〜 Landstalker  | 2019年9月19日 2019年10月4日 2019年9月19日        | メガドライブ ミニ SEGA Genesis Mini                | エムツー        | セガゲームス | プリインストール | - HAA-2520 - MK-16000                                                          | 本体にあらかじめ収録されている42タイトルの中の一つ。 |
| 7   | セガ メガドライブ for Nintendo Switch Online | 2023年6月28日 2023年6月27日                      | Nintendo Switch                                    | 任天堂 エムツー | 任天堂       | ダウンロード | -                                                                              |                                                      |

## スタッフ
- チーフ・マップ・デザイナー：折茂賢司（企画開発部長）
後に独立し、マックスエンタテインメント代表となり、「FEDA」(やのまん/1997)などを製作した。元劇画家。
- ファースト・ユニット・マップ・デザイナー：大堀康祐
後に独立。有限会社マトリックスの代表取締役となり、ランドストーカーの流れをくむ姉妹作『アランドラ』（SCE/1998)を製作した。
- セカンド・ユニット・マップ・デザイナー：林やすお
- サード・ユニット・マップ：久末律子
- マップ・アシスタント：佐々木ひろゆき、宮崎龍四郎、なかしまひろと、望月美津穂[6]
- コンピュータグラフィックス
  - チーフ・CG・デザイナー：吉田英博
  - ファースト・ユニット・CG・デザイナー：宮崎龍四郎
  - セカンド・ユニット・CG・デザイナー：なかしまひろと
  - サード・ユニット・CG・デザイナー：平下陽二郎
  - モンスターオブジェクト・CG・デザイナー：かくさかひろただ、平下陽二郎
  - ピープルオブジェクト・CG・デザイナー：望月美津穂、宮崎龍四郎、かくさかひろただ
  - アイテムオブジェクト・CG・デザイナー：玉木美孝
  - CGデータ・コントロール・ディレクター：吉田英博
- プログラム
  - チーフ・プログラマー：内藤寛
  - トーク・ユニット・プログラマー：田川佳紀
  - ウィンドウ・ユニット・プログラマー：松本清明
  - 3Dグラフィック・ツール・プログラマー：熊谷康宏
  - ロジック・ツール・プログラマー：滝本真澄
  - コンプレス・ツール・プログラマー：小寺春樹
  - サウンド・エフェクト・プログラマー：渋谷道玄
- オリジナル・ストーリー：玉木美孝、折茂賢司、のむらこうへい
- シナリオ：西垣伸哉（企画部長）
後に関連会社クライマックス・グラフィックス（株式会社クレイジーゲームと社名変更）の代表取締役となり、『BLUE STINGER』(SEGA/1999)、『ILLBLEED』(SEGA/2001)などを発表。2004年逝去。
- 音楽：武内基朗
- キャラクター・デザイン：玉木美孝
- モンスター・トラップ・コンストラクター：大堀康祐
- クリエイティブ・ディレクター：折茂賢司
- エグゼクティブ・ディレクター：内藤寛

## 評価
ゲーム誌『ファミコン通信』の「クロスレビュー」では8・8・8・9の合計33点（満40点）でゴールド殿堂入りを獲得、レビュアーからは難易度や操作性に関して「微妙なコントローラーさばきを要求されるので、万人向けとは言えない」、「最初は思うように動きまわれなくてけっこう戸惑った」、「ちょっと難しいかもしれない」と指摘されたが、ゲーム性に関しては「遊んでいると、ワクワクするしハマる」、「多少腕に自信のある人なら十二分に楽しめる」、「画面を斜めから見ているので、臨場感は抜群」、「クォータービューの視点が新鮮」と肯定的に評価された。また、ゲームシステムに関しては「何もかもが『ゼルダ』っぽい。期待したほど、目新しさを感じない」と否定的な意見が出された一方で、「ありきたりなRPGにはない魅力がいっぱい」と称賛の声が出されるなど賛否が分かれる結果となった。。
ゲーム誌『メガドライブFAN』の読者投票による「ゲーム通信簿」での評価は以下の通り25.28点（満30点）となっている。また、同雑誌1993年7月号特別付録の「メガドライブ&ゲームギア オールカタログ'93」では、「フィールド上を動き回るアクションの楽しさを追求した意欲作」とゲーム性に関して肯定的な評価がされているが、「マップが広すぎて把握しにくいのと、ゲームの難易度が高いのが難点」と一部ゲームシステムや難易度に関して否定的に評価された。
| 項目 | キャラクタ | 音楽 | 操作性 | 熱中度 | お買得度 | オリジナリティ | 総合  |
| 得点 | 4.51       | 4.16 | 3.54   | 4.29   | 4.10     | 4.68           | 25.28 |

ゲーム本『メガドライブ大全』（2004年、太田出版）では、「処理落ちとの兼ね合いからか、オブジェクトには影がなく、浮いてる足場などは距離感をつかみづらい」とゲームシステムにおいて否定的な指摘がされているが、「箱を積み重ね、人の頭の上にモノを置いたり、さりげない楽しさが心に残る作品だ」とゲーム性に関しては肯定的に評価している。

## リメイク版
2005年、東京ゲームショウにて、翌2006年にシナリオ追加とグラフィックをリメイクしたリニューアル版がPlayStation Portableで発売されることが発表されたが、当時開設されていた公式サイトでは第一報以降2年以上更新が無く、やがて閉鎖。正式に開発中止のアナウンスはされないまま、2016年4月に発売スケジュールの発売日未定からも姿を消した（PSPは既に商品展開が完全終息しており、少なくともPSP版の発売中止は確定している）。

## 関連商品

### 書籍
THE MAKING OF LAND STALKER 〜天才プログラマー 内藤寛の世界〜
小学館 1992年11月30日発行 ISBN 4-09-102403-3
ランドストーカー 〜皇帝の財宝〜 百科
小学館 1992年12月1日発行 ISBN 4-09-102404-1
ランドストーカー 〜皇帝の財宝〜 必勝攻略本
双葉社 ファイティングスタジオ編 1992年12月12日発行 ISBN 4-575-28184-0
ランドストーカー 〜皇帝の財宝〜 ゲームガイドブック（CD付）
徳間書店 1992年12月15日発行
ランドストーカー 〜皇帝の財宝〜 攻略の手引き
アスキー 1993年1月10日発行